# Арлекиновая гологлазая муравьянка
Арлекиновая гологлазая муравьянка (лат. Rhegmatorhina berlepschi) — вид птиц из семейства типичных муравьеловковых. Подвидов не выделяют. Широко гибридизируется с R. hoffmannsi.

## Название
Видовое название присвоено в честь Ганса фон Берлепша.

## Распространение
Эндемик Бразилии. Ареал простирается к югу от Амазонки.

## Описание
Длина тела 14-15 см. Большое периорбитальное пятно бледно-серовато-зелёного цвета, имеется небольшой гребень. У самца макушка темно-буроватая, гребень и затылок рыжевато-каштановые, верх тела, крылья и хвост оливково-коричневые, окантовка крыльев рыжая; боковые стороны головы и горла чёрные, центр грудки рыже-каштановый; боковые стороны шеи и остальная часть низа серые, с оливково-коричневым оттенком на боках. Самка похожа на самца, за исключением верхней части и кроющих крыло перьев с чёрными кончиками и бугристыми краями, боковые стороны и нижняя часть тела имеют неправильной формы штриховку из отметин чёрного и бледно-желтого цвета.

## Биология
Следуют за муравьями, чтобы добыть себе пропитание (муравьиные армии выгоняют насекомых и других членистоногих из состоящей из листьев подстилки). Питаются насекомыми (особенно прямокрылыми), пауками и другими членистоногими.